# Фанчелли, Козимо
Козимо Фанчелли (итал. Cosimo Fancelli; 1 июля 1618, Рим — 3 апреля 1688, Рим) — итальянский скульптор эпохи барокко.

## Биография
Козимо Фанчелли родился в Риме в 1618 году (дата 1620 год опровергнута новейшими источниками), в семье скульптора Карло Фанчелли из Сеттиньяно близ Флоренции. Его брат Джакомо Антонио Фанчелли (1619—1671) был учеником и сотрудником выдающегося мастера римского барокко Джанлоренцо Бернини. Джакомо Антонио известен тем, что создал скульптуру «Нил» для «Фонтана четырёх рек» на Пьяцца Навона в Риме (1648—1651). Джакомо Антонио и привлёк брата к работе скульптора.
Вначале Козимо работал вместе с братом, затем участвовал в оформлении базилики Сан-Пьетро в Ватикане, которым занималась мастерская Бернини между 1647 и 1648 годами. После этого Козимо Фанчелли вместе с братом сотрудничал с Пьетро да Кортона и считается также учеником последнего.
Фанчелли был занят скульптурными работами в церквях святых Луки и Мартины (1649), Санта-Мария-делла-Паче (1656), Санта-Мария-ин-Виа-Лата (ок. 1660 г.), Сан-Карло-аль-Корсо (после 1665 г.). Помогал Кортоне по работам в церкви Сан-Никола-да-Толентино (между 1667 и 1668 годами). Вместе с Эрколе Феррата и Доменико Де Росси он создавал лепной декор купола церкви Санта-Мария-ин-Валичелла (1662—1665). Вместе с архитектором Франческо Борромини оформлял фасад Палаццо пропаганды Веры (Palazzo di Propaganda Fide) на Площади Испании (1644).
Одна из его лучших работ — статуя Ангела с Платом Вероники (Святым Ликом), созданная под руководством Бернини для Моста Сант-Анджело в Риме (1669).
Позднее Козимо Фанчелли продолжал трудиться в области рельефной пластики по проектам архитектора Карло Райнальди, ближе к концу своей жизни, украшая многие другие церкви в Риме, занимаясь реставрацией античных статуй, для Палаццо Боргезе в Риме.
Среди учеников Козимо Фанчелли был Франческо Каваллини.

## Галерея

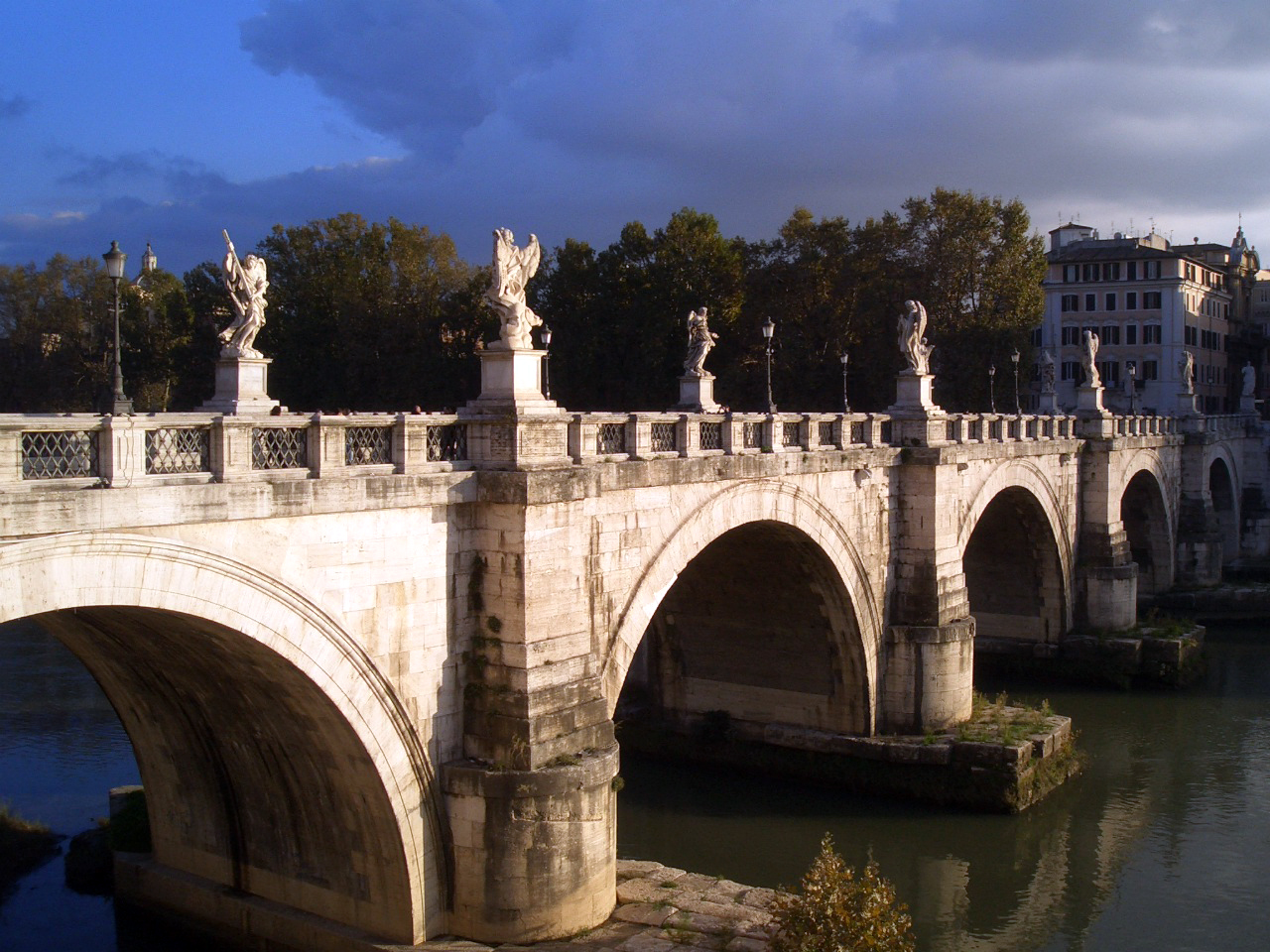
Мост Святого Ангела в Риме
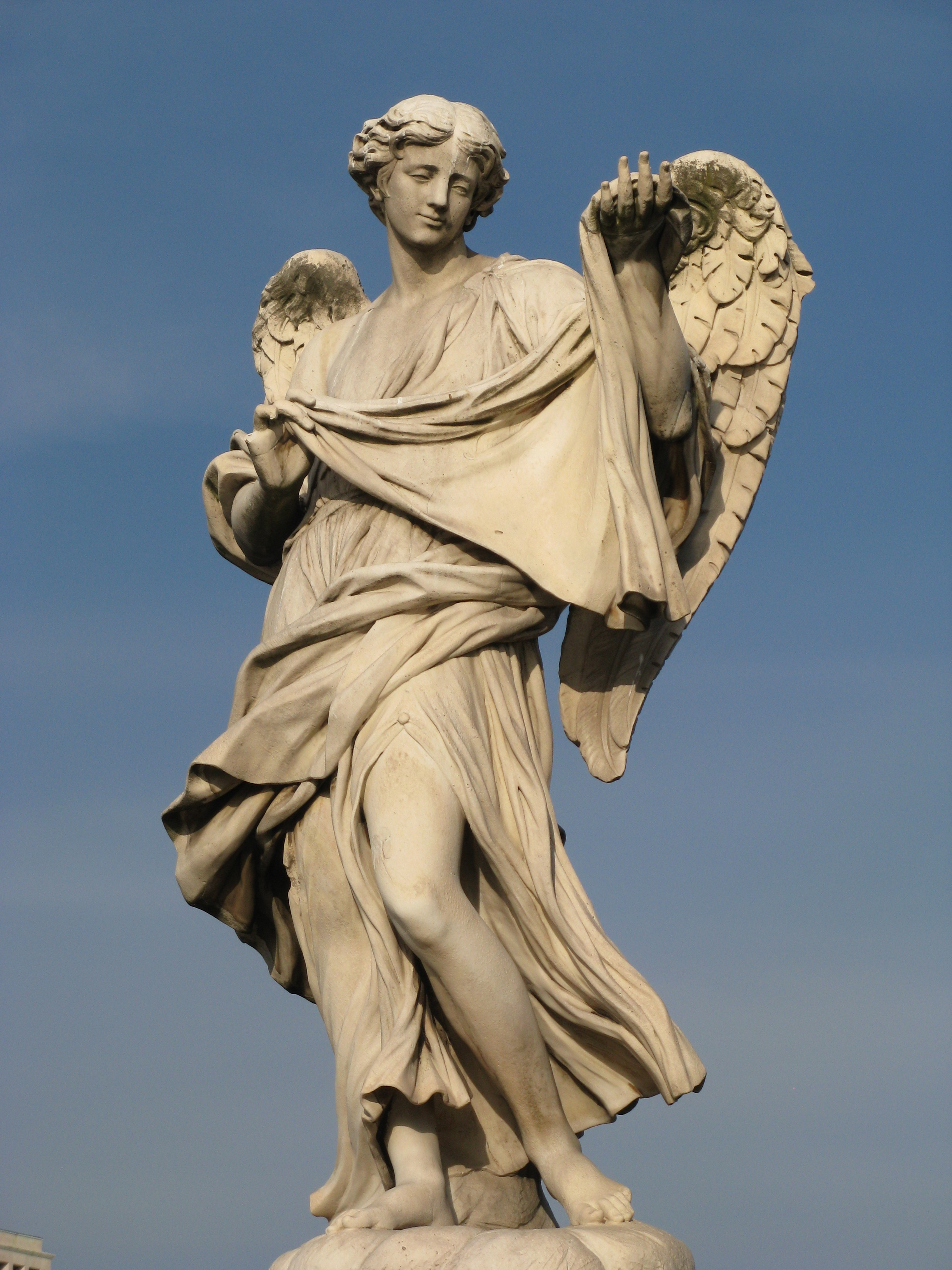
Ангел с Платом Вероники. Статуя на Мосту Святого Ангела. Проект Дж. Л. Бернини. 1669
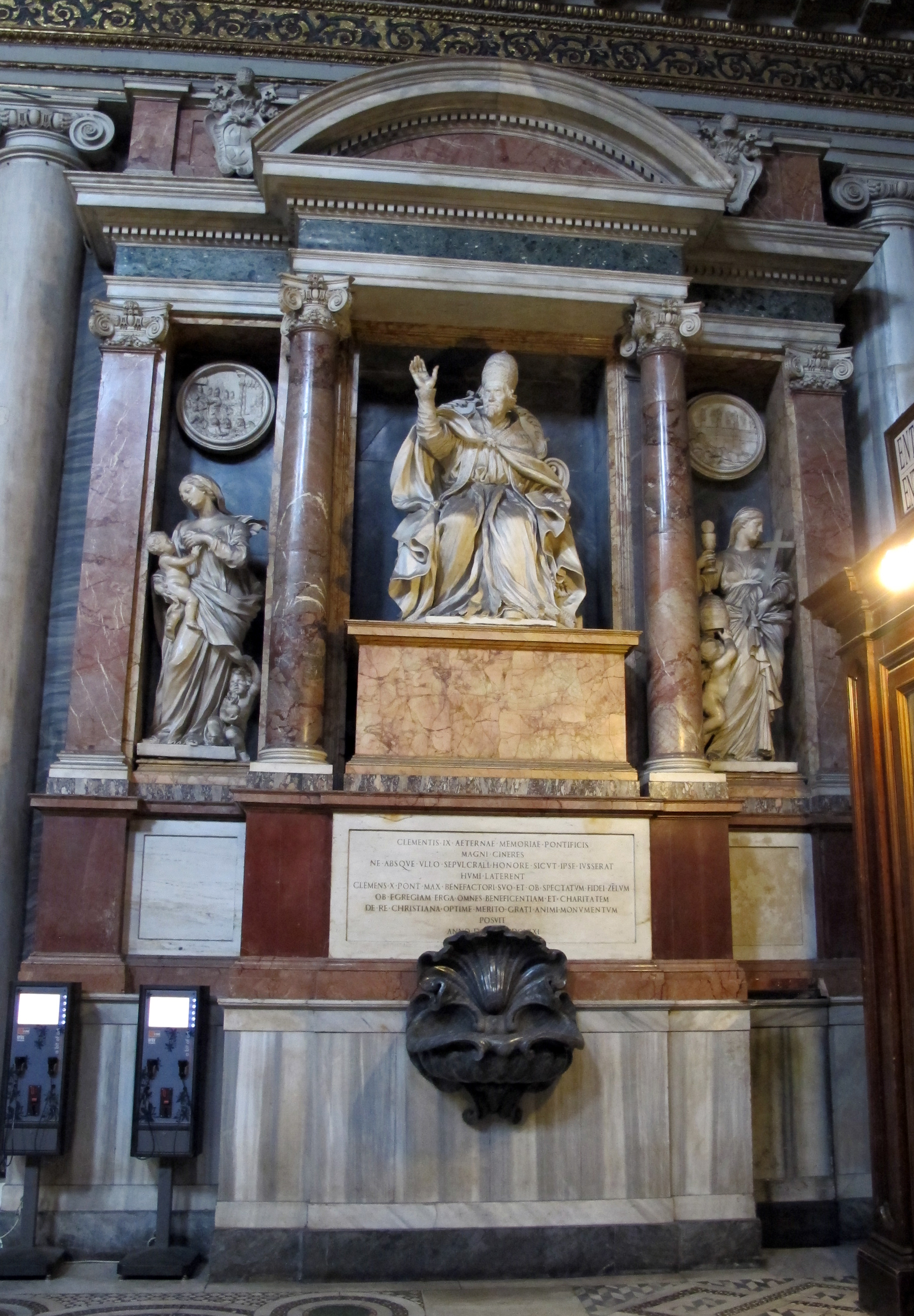
Монумент Клименту IX. Архитектор К. Райнальди. Фигура папы: Доменико Гвиди, Веры: Козимо Фанчелли и Милосердия: Эрколе Феррата. Базилика Санта-Мария-Маджоре. 1671
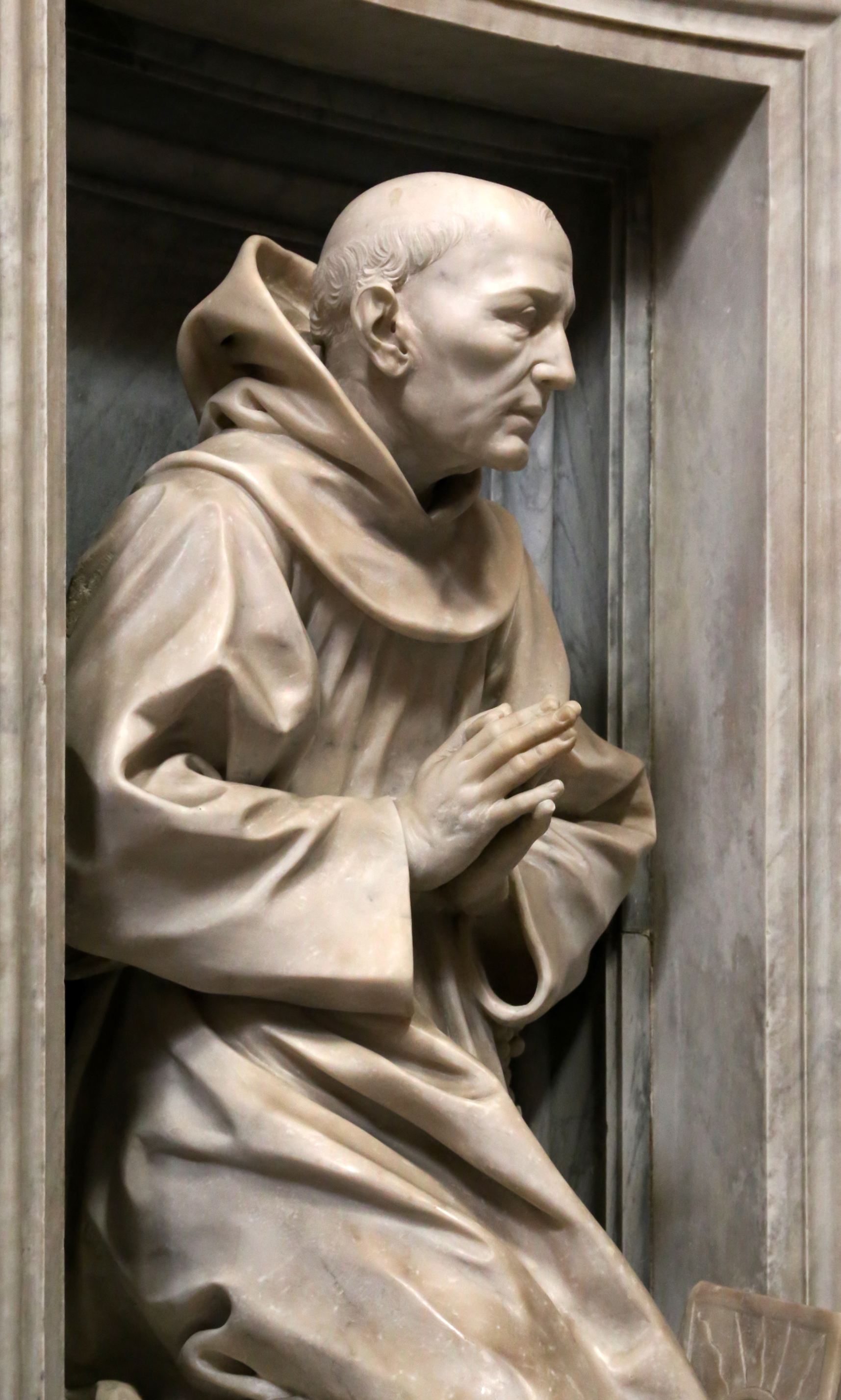
Св. Бернардин Сиенский. Капелла Киджи, церковь Санта-Мария-делла-Паче
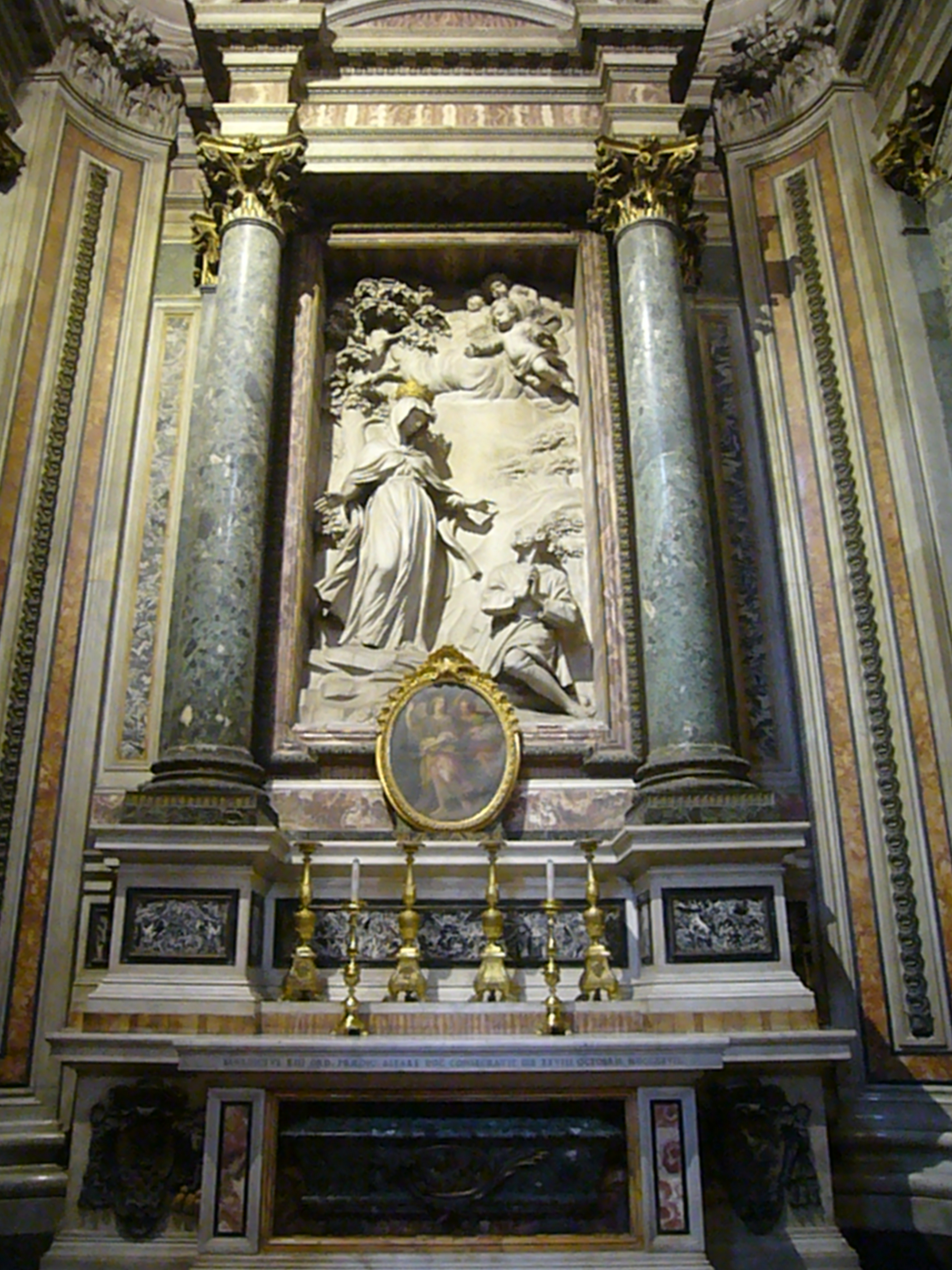
Капелла Гавотти. Церковь Сан-Никола-да-Толентино. Архитектор Пьетро да Кортона. Рельеф К. Фанчелли. 1667—1668